# Arthur C. Miller
Arthur Charles Miller  (wym. [ˈɑːθə ʧɑːlz ˈmɪlə]; ur. 8 lipca 1895 w Roslyn, zm. 13 lipca 1970 w Los Angeles) – amerykański operator filmowy, współzałożyciel, członek, a w latach 1954–1956 prezes stowarzyszenia American Society of Cinematographers (ASC).

## Nagrody
Trzykrotny laureat Oscara za najlepsze zdjęcia do filmów: Zielona dolina (1941) Johna Forda, Pieśń o Bernadetcie (1943) Henry'ego Kinga i Anna i król Syjamu (1946) Johna Cromwella. Był siedmiokrotnie nominowany do tej nagrody.

## Filmografia
Jako operator filmowy, w trakcie ponad 40-letniej aktywności zawodowej, uczestniczył w realizacji 147 filmów krótko- i pełnometrażowych.

### Krótkometrażowe
- 1909: Romance of a Fishermaid (obyczajowy)
- 1911:
  - A Heroine of '76 (dramat)
  - Little Dove's Romance (western)
  - A Western Tramp (western)
- 1912: At Coney Island (komedia)

### Fabularne
- 1914:
  - The Perils of Pauline (przygodowy: czas – 199')
- 1915:
  - At Bay (obyczajowy: 50')
- 1916:
  - New York (obyczajowy: 50')
  - Big Jim Garrity (dramat: 50')
  - Arms and the Woman (obyczajowy: 50')
  - The Romantic Journey (dramat: 50')
- 1917:
  - Patria (szpiegowski serial: 310')
  - Kick In (kryminał: 50')
  - The Hunting of the Hawk (sensacyjny: 50')
  - The Recoil (obyczajowy: 50')
  - Żelazne serce (dramat: 50')
  - Blind Man's Luck (obyczajowy: 50')
  - The On-the-Square Girl (dramat: 50')
  - The Mark of Cain (sensacyjny: 50')
  - Sylvia of the Secret Service (obyczajowy: 50')
  - Vengeance Is Mine (dramat: 50')
- 1918:
  - Convict 993 (obyczajowy)
  - The Naulahka (przygodowy: 60')
  - The House of Hate (film akcji)
  - The Hillcrest Mystery (sensacyjny: 50')
  - Japońska ćma (obyczajowy: 50')
- 1919:
  - The Cry of the Weak (kryminał: 50')
  - The Profiteers (obyczajowy: 50')
  - Our Better Selves (dramat wojenny: 50')
  - A Society Exile (obyczajowy: 50')
  - Świadek obrony (dramat: 50')
  - Counterfeit (obyczajowy: 50')
- 1920:
  - On with the Dance (obyczajowy: 70')
  - His House in Order (dramat: 50')
  - The Right to Love (obyczajowy: 70')
  - Lady Rose's Daughter (dramat: 50')
  - Idols of Clay (obyczajowy: 70')
- 1921:
  - Paying the Piper (obyczajowy: 60')
  - Experience (dramat: 70')
  - Forever (melodramat: 70')
- 1922:
  - Three Live Ghosts (komedia: 60')
  - Mieć i nie mieć (melodramat: 80')
  - Kick In (kryminał: 70')
- 1923:
  - Bella Donna (melodramat: 60')
  - Napiętnowana (dramat: 80')
  - The Eternal City (dramat wojenny: 80')
- 1924:
  - Cytherea (obyczajowy: 80')
  - Tarnish (dramat: 70')
  - In Hollywood with Potash and Perlmutter (komedia: 70')
- 1925:
  - Złodziej w raju (obyczajowy: 80')
  - His Supreme Moment (dramat: 80')
  - The Coming of Amos (melodramat: 71')
- 1926:
  - Made for Love (melodramat: 72')
  - The Volga Boatman (obyczajowy: 120')
  - Eve's Leaves (komedia: 75')
  - The Clinging Vine  (komedia: 71')
  - For Alimony Only (obyczajowy: 70')
- 1927:
  - Nobody's Widow (komedia: 67')
  - Vanity (obyczajowy: 60')
  - Anioł z Broadwayu (dramat: 64')
- 1928:
  - The Blue Danube (melodramat: 70')
  - Hold 'Em Yale (komedia: 80')
  - The Cop (kryminał; 77')
  - Annapolis (komediodramat: 88')
  - The Spieler (kryminał; 62')
- 1929:
  - The Bellamy Trial (kryminał: 95')
  - Strange Cargo (sensacyjny: 75')
  - The Flying Fool (przygodowy: 63')
  - Sailor's Holiday (komedia: 58')
  - Oh, Yeah? (komediodramat: 74')
  - His First Command (przygodowy: 65')
- 1930:
  - Officer O'Brien (kryminał: 72')
  - The Lady of Scandal (komediodramat: 76')
  - The Truth About Youth (melodramat: 69')
  - See America Thirst (komedia: 75')
- 1931:
  - Father's Son (obyczajowy: 76')
  - Bad Company (dramat: 76')
  - The Big Shot (komedia: 66')
- 1932:
  - Panama Flo (przygodowy: 73')
  - Na rozkaz kobiety (dramat: 83')
  - Young Bride (obyczajowy: 76')
  - Okay America! (dramat: 78')
  - Breach of Promise (obyczajowy: 64')
  - Ja i moja dziewczyna (komedia: 79')
- 1933:
  - Sailor's Luck (komedia: 64')
  - Hold Me Tight (obyczajowy: 72')
  - The Man Who Dared (biograficzny: 72')
  - The Last Trail (western: 60')
  - My Weakness (musical: 73')
  - The Mad Game (kryminał: 73')
- 1934:
  - Ever Since Eve (melodramat: 72')
  - Bottoms Up (komediodramat: 85')
  - Handy Andy (komedia: 83')
  - Love Time (biograficzny: 72')
  - The White Parade (obyczajowy: 80')
  - Roześmiane oczy (komedia: 85')
- 1935:
  - Mały pułkownik (komedia: 81')
  - Jaki mały jest świat (komedia romantyczna: 70')
  - Czarna owca (melodramat: 76')
  - Welcome Home (komedia: 73')
- 1936:
  - Paddy O'Day (komedia: 76')
  - White Fang (przygodowy: 70')
  - 36 Hours to Kill (melodramat: 66')
  - Pigskin Parade (musical: 93')
  - Pasażerka na gapę (przygodowy: 87')
- 1937:
  - Strzelec z Bengalu (przygodowy: 100')
  - Heidi (familijny: 88')
- 1938:
  - The Baroness and the Butler (komedia: 80')
  - Słowiczek (komediodramat: 81')
  - Mała Miss Broadwayu (musical: 72')
  - Załoga nieustraszonych (przygodowy: 95')
  - Just Around the Corner (komedia: 70')
- 1939:
  - Mała księżniczka (komedia: 93')
  - Młodość Lincolna (biograficzny: 100')
  - Zuzanna z gór Zachodu (familijny: 79')
  - The Rains Came (przygodowy; 103')
  - Here I Am a Stranger (obyczajowy: 82')
- 1940:
  - Błękitny ptak (przygodowy: 88')
  - Johnny Apollo (film noir: 94')
  - On Their Own (komedia: 65')
  - Young People (musical: 79')
  - Brigham Young (przygodowy: 114')
  - Znak Zorro (przygodowy: 94')
- 1941:
  - Na tytoniowym szlaku (komedia: 84')
  - Polowanie na człowieka (dramat wojenny: 105')
  - Zielona dolina (dramat: 118')
  - Mężczyźni w jej życiu (muzyczny: 89')
- 1942:
  - Son of Fury: The Story of Benjamin Blake (przygodowy: 98')
  - This Above All (dramat wojenny: 110')
  - Iceland (komedia: 79')
  - Zdarzenie w Ox-Bow (western: 75')
- 1943:
  - Immortal Sergeant (dramat wojenny: 91')
  - The Moon Is Down (wojenny: 90')
  - Pieśń o Bernadette (dramat biograficzny: 156')
- 1944:
  - Łódź ratunkowa (wojenny: 97')
  - The Purple Heart (dramat wojenny: 99')
  - Klucze królestwa (dramat: 137')
- 1945: Królewski skandal (komedia: 94')
- 1946:
  - Dragonwyck (dreszczowiec: 103')
  - Anna i król Syjamu (biograficzny: 128')
  - Ostrze brzytwy (melodramat: 145')
- 1947: Dżentelmeńska umowa (dramat społeczny: 118')
- 1948: The Walls of Jericho (obyczajowy: 106')
- 1949: List do trzech żon (komediodramat: 103')
- 1950:
  - Wir (film noir: 98')
  - Jim Ringo (western: 85')
- 1951: The Prowler (film noir: 92')